# Valea Arsului, Hunedoara
Valea Arsului este un sat în comuna Crișcior din județul Hunedoara, Transilvania, România.

## Activități miniere
In subsolul satului există un extins areal de lucrări miniere, desfășurate pe durata mai multor secole, care au urmărit numeroasele filoane într-o amplă rețea de galerii și puțuri. In perimetrul satului s-a aflat sectorul Valea Morii.

## Galerie de imagini

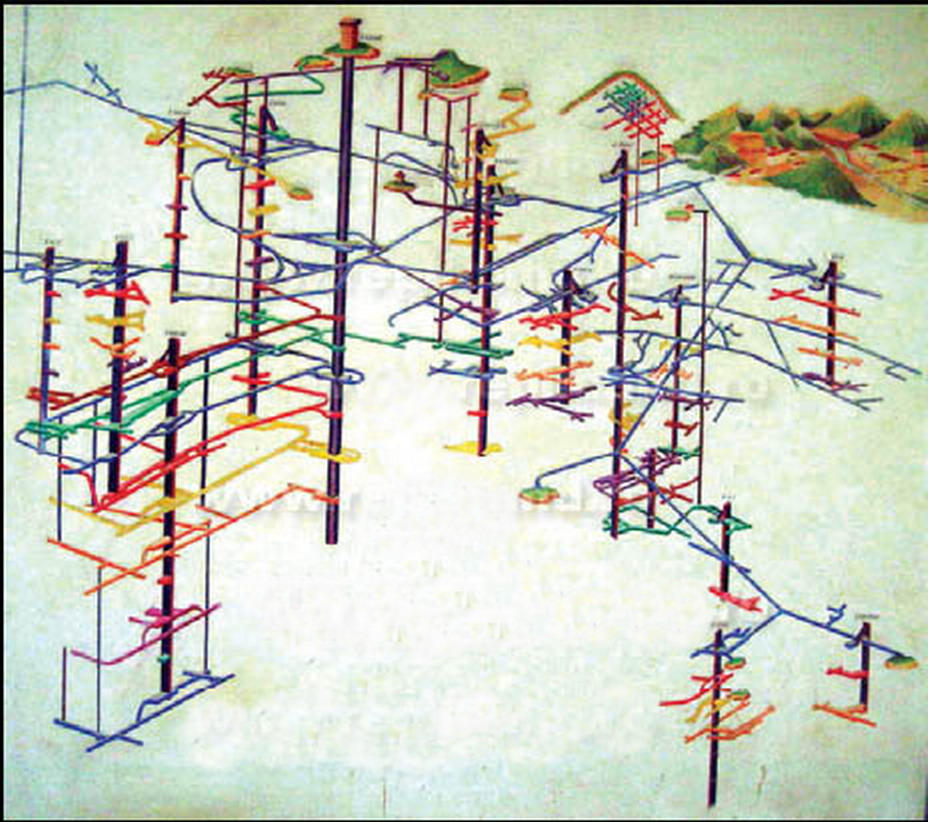
Exploatările miniere din zona Brad (reţeaua subterană de galerii şi puţuri)